# 漏話
漏話（ろうわ）とは、伝送信号が他の伝送路に漏れることを指し、クロストーク (Crosstalk) や混線（こんせん）とも呼ばれる。
通常は伝送回線を伝わる電気信号が電磁的に漏れ他の信号線へ伝わることで発生する。本来の信号波形が伝送路の途中で乱されるため、受信端で正常な信号として受信できない現象である。

## 概要
電話回線などの伝送回線を伝わる信号が互いに干渉したり、交換機の電圧低下や外部電波などのノイズから、本来の伝送信号をスムーズに伝送できない現象である。
アナログ方式の電話交換機が一般的だった時代（日本では1970年代から1980年代）には、送話された音声信号がそのまま銅製ケーブルを伝わって長距離を伝送されていたため、途中で平行する同様のケーブルとの間に電磁的な干渉を起こしてしまい、音声信号が他方へ漏れることで聴取や相互通話が可能となる通信障害「漏話」が発生していた。実例としては1980年代前半の117の時報サービスにおいて、同時に電話をかけた者同士で会話が可能となる現象がまれに発生していた。
データ通信の漏話としては、日本国内にADSLが導入される際、既にサービスが開始されていたISDNと利用する帯域が重なることから漏話により実施が難しいとされたが、Dual BitMapとよばれる技術により回避することでサービスの両立が可能となった。
21世紀現在ではデジタル交換機に置き換えが完了し、公衆交換電話網も主要区間でデジタル式に変わっているため、音声信号での漏話は稀にしか発生しない。一方では、デジタル信号をGHz前後の高周波信号によって長距離伝送する場合が多く、このような伝送路では他者の信号波形による干渉を受けて本来の信号波形が乱されることによる障害が発生することがある。これが現代の一般的な漏話である。

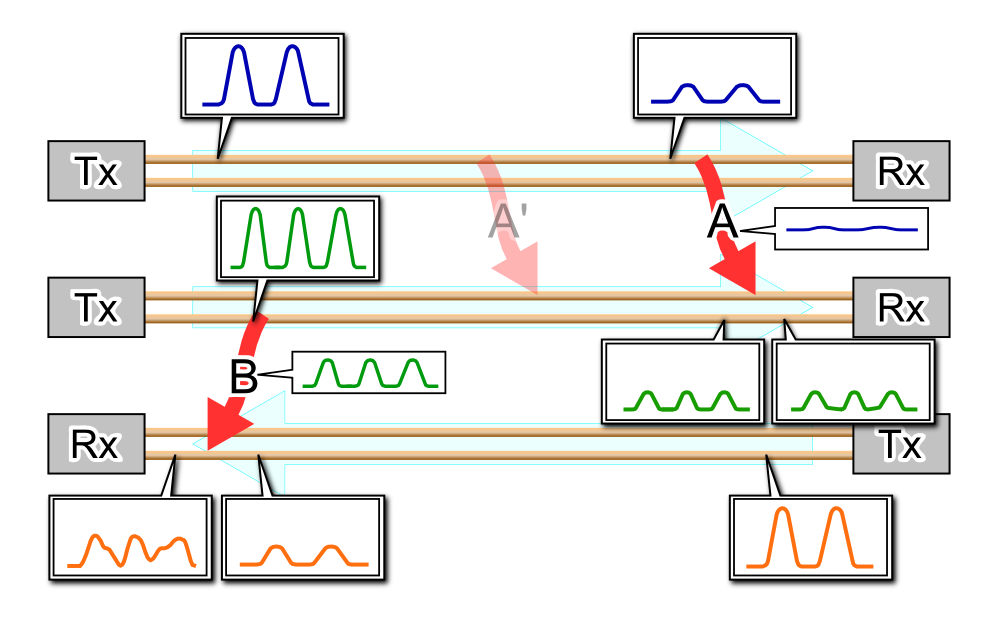
漏話の発生　Tx（送信機）からRx（受信機）へ信号が伝わる。上の例では2組が左から右へ、1組が右から左へ信号が伝わる。
Aで示す遠端漏話は、原因側と障害側が共に送信端と受信端と同じような距離にある場合に発生する。
Bで示す近端漏話は、原因側が送信端に近く障害側が受信端に近い場合に発生する。
Aの遠端漏話では原因側の信号電圧が小さくなってから障害側へ伝わるので、漏話による影響は比較的少ないが、Bの近端漏話では、障害側の信号電圧が小さいにもかかわらず原因側の信号電圧が大きいので、漏話による影響は大きくなる。

## 遠端漏話・近端漏話
電気信号は伝送路を伝わる間に減衰するため、送信端側では大きな電圧であった信号波も受信端近くでは小さな電圧になる。漏話においては、原因側の電圧が大きければそれだけ障害側へ伝わり起電される電圧も大きくなるため、原因側が送信端に近いほど問題は大きくなる。反対に、障害側の電圧が大きければそれだけ原因側から入ってくる電圧の影響は比較的小さくなるので、障害側が送信端に近いほど問題は小さくなる。これらのことから、漏話が起きる場所によって真の障害となるものと実際には障害とはならないものに分かれる。次に示すように遠端漏話では比較的障害の程度は小さく、近端漏話では比較的障害の程度は大きくなる。
遠端漏話
原因側と障害側が送信端から同じような距離であったり、原因側が送信端から遠く障害側が送信端から近い場合に起きる漏話は、遠端漏話となって影響は比較的小さい。FEXT(Far End Crosstalk) と表記されることがある。
近端漏話
原因側が送信端に近く障害側が受信端に近い場合に起きる漏話は、近端漏話となって比較的大きな問題となる。NEXT(Near End Crosstalk) と表記されることがある。

## 回避策
平行する2本の線を用いた2線式や片側は接地で代用する単線式で電気信号を送る場合に、複数組の信号線を束ねて敷設すると漏話が発生する可能性が高い。微弱な電気信号が流れる信号線が短い距離だけ部分的に接近しても相互の影響は比較的小さいが、平行して長距離に渡り接近すると電磁的な干渉は重積されて大きな影響を受けることになる。これを避けるために、銅線のような伝導体による伝送回線では、以下のような対策を用いる。光ケーブルでは基本的に相互の干渉は生じないが、平行する光ファイバーで被覆内側のクラッド同士が触れ合うような場合にはファイバーの形式によっては漏話が起きる可能性がある。

### ツイスト線
平行2本線を用いても2本の信号線を軽く撚ることで電磁放射の向きを周期的に逆転させる。仮に2組4本のツイスト線を平行に束ねる場合には、周期性が同一とならないように互いの撚る間隔を異なるようにする必要があり、多数組のツイスト線では計画性が求められる。「より対線」などと呼ばれ、LAN配線に用いられるアンシールド・ツイステッド・ペアー (UTP) ケーブルがその代表的なものである。

### シールド線
信号線の外部に絶縁体を介して金属網のような電磁シールドを備えたシールド線を用いることで電磁的な影響を小さくする。一般的にはシールドは接地されることで電位を安定化されるが、接地点を適切に選ばなければ逆にシールドがアンテナとなってノイズを放射する役割を果たすこともあり、漏話とは別の問題を引き起こす可能性がある。設置しない場合にはシールド効果は小さい。高い周波数の信号波は効果的に遮蔽できるが、低い周波数では磁場を透過させる割合が高くなる。一般的に信号波は高い周波数が用いられるのでシールド線は有効となる。

### 同軸ケーブル
同軸ケーブルは中心の内部導体の周囲一定距離を保ってシールドとなる外部導体を備えており、これによって漏話を含めた耐ノイズ性も高く、同時に高周波特性も優れるため、高速伝送路で広く採用されている。特性インピーダンスの違いによって50Ωや75Ωなどの種別がある。

### フラットケーブル
フラットケーブルは近端漏話の影響がツイスト線より少ないとされる。

## 参考サイト
- シグナルインテグリティ 用語集 - ウェイバックマシン（2010年2月27日アーカイブ分）